# Pháo 5-inch/25-caliber
Pháo 5-inch/25-caliber được đưa vào sử dụng như là pháo phòng không hạng nặng tiêu chuẩn trên những tàu tuần dương hiệp ước của Hải quân Hoa Kỳ được đưa vào hoạt động trong các thập niên 1920 và 1930. Mục đích của thiết kế 5-inch/25 là tạo ra một kiểu pháo phòng không hạng nặng đủ nhẹ để có thể xoay bằng tay một cách nhanh chóng. Kiểu pháo này cũng được trang bị trên các thiết giáp hạm và tàu sân bay trước Chiến tranh thế giới thứ hai cho đến khi được thay thế bằng pháo 5-inch/38-caliber lưỡng dụng tiêu chuẩn, vốn là một phiên bản cải biến và tương tự như 5-inch/25 ngoại trừ chiều dài nòng pháo. Những khẩu tháo dỡ từ thiết giáp hạm có thể đã được cải biến để sử dụng trên tàu ngầm vào cuối năm 1943, trong khi một phiên bản thiết kế chuyên dụng cho tàu ngầm sẵn sàng vào giữa năm 1944 và bắt đầu được sử dụng rộng rãi từ đó.

## Lịch sử

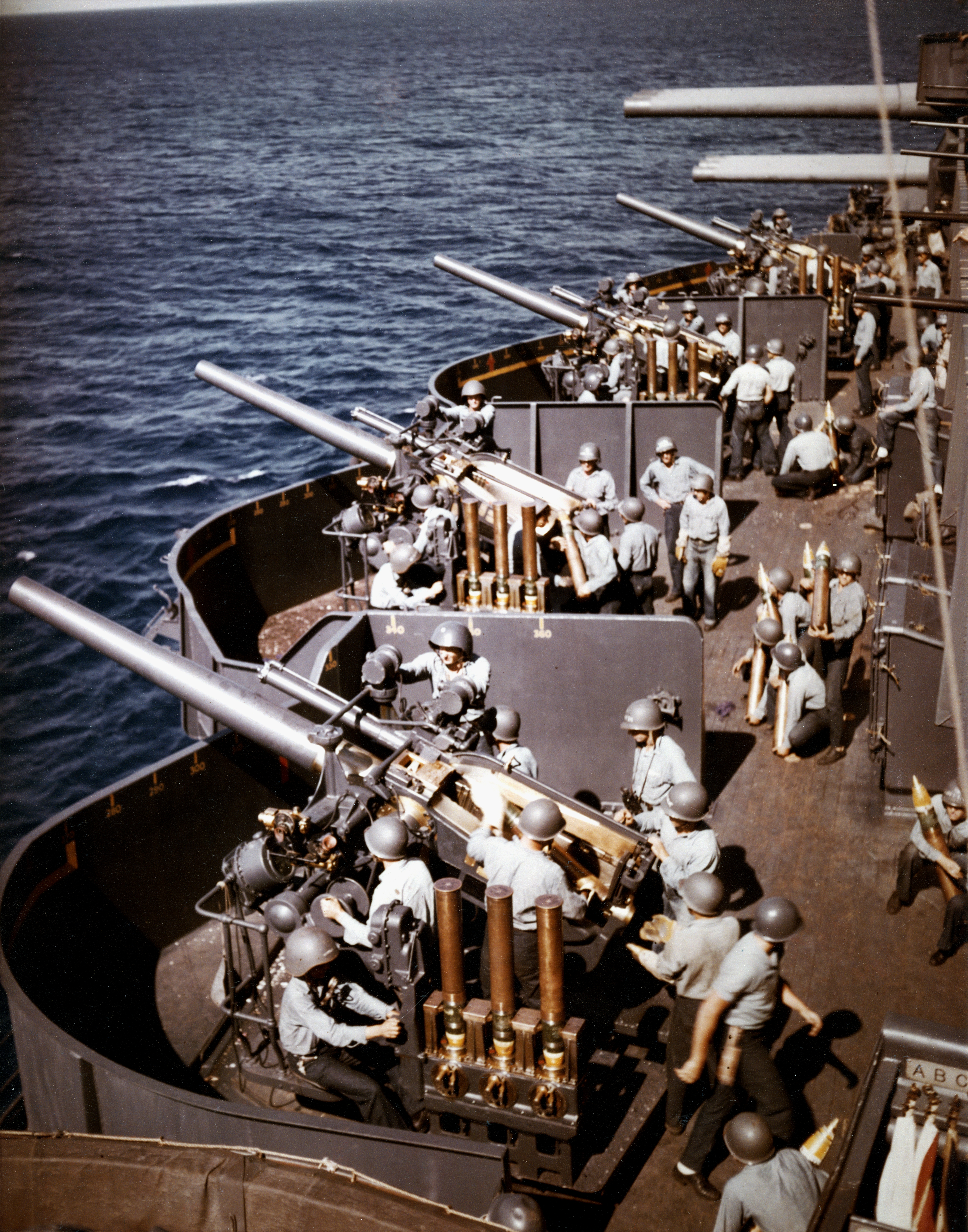
Khẩu đội 5-inch/25 trên thiết giáp hạm chuẩn bị khai hỏa để bắn phá Saipan, 15 tháng 6 năm 1944

Thuật ngữ hải pháo của Hoa Kỳ chỉ định kiểu pháo này bắn đạn pháo có đường kính 5 in (130 mm), và nòng pháo dài 25 caliber, tương đương với 10 ft 5 in (3,18 m).
Khẩu pháo nặng khoảng 2 tấn và sử dụng vỏ đạn pháo cố định (đầu đạn và vỏ đạn pháo gắn liền), với liều thuốc phóng 9,6 lb (4,4 kg) thuốc súng không khói có thể bắn đạn pháo nặng 54 lb (24 kg) với vận tốc đầu nòng 2.100 ft/s (640 m/s). Trần bắn tối đa đạt đến 27.400 ft (8,35 km) với góc nâng 85 độ. Tuổi thọ của nòng pháo được ước lượng khoảng 4.260 lượt bắn với liều thuốc phóng toàn phần. Chiều dài nòng pháo ngắn hơn của kiểu 5-inch/25-caliber cho phép xoay pháo bằng tay dễ dàng hơn khi đối đầu những mục tiêu di chuyển nhanh. Chúng được điều khiển bằng tay, nên nòng ngắn và nhẹ là những điểm được ưa chuộng đối với những khẩu pháo phòng không ban đầu. Một đặc tính quan trọng khác là nạp đạn bằng điện, cho phép có tốc độ bắn nhanh ở góc cao. Kiểu pháo 5-inch/38-caliber sau này thay thế cho 5-inch/25-caliber trong vai trò pháo phòng không trên những tàu chiến mới đóng vào giữa thập niên 1930 nhờ tầm xa tốt hơn, vận tốc đầu nòng cao khi đối phó hạm tàu nổi, và trần bắn cao hơn.
Pháo 5-inch/25-caliber tháo dỡ từ các thiết giáp hạm trước chiến tranh (đặc biệt là những chiếc được tân trang sau cuộc tấn công Trân Châu Cảng) có nòng pháo được mạ chrôm. Chúng được trang bị lại trên tàu ngầm bắt đầu từ cuối năm 1943, nhằm tăng cường hỏa lực để đối phó với các tàu nhỏ và thuyền tam bản vốn thường xuyên đụng độ dọc bờ biển Nhật Bản và các nơi khác suốt Thái Bình Dương. Chúng thay thế cho các kiểu 3-inch/50-caliber và 4-inch/50-caliber trước đây. Pháo 5-inch/25-caliber Mark 17 chế tạo mới trên các bệ Mark 40 thiết kế cho tàu ngầm bắt đầu sẵn có vào giữa năm 1944; USS Spadefish là tàu ngầm đầu tiên được trang bị, và một số chiếc có đến hai khẩu pháo như vậy. Pháo Mark 17 trên bệ Mark 40 sử dụng đạn pháo với vỏ đạn pháo bán cố định (đầu đạn và vỏ đạn pháo có thể tháo rời được) và có tầm xa 14.500 yd (13.300 m) ở góc nâng 40 độ. Bệ pháo trên tàu ngầm phải xoay, nâng và nạp đạn hoàn toàn bằng tay mà không được trợ lực điện.
Từ cuối năm 1944 một số tàu tàu ngầm được chế tạo hay tái trang bị với hai vũ khí như vậy. Chiếc đầu tiên là USS Sennet, nhập biên chế ngày 22 tháng 8 năm 1944. Vào tháng 2 và tháng 3 năm 1945, nó hoạt động cùng hai tàu ngầm khác trang bị pháo, USS Haddock và USS Lagarto, trong một đội hình bầy sói với thành công đáng kể.  Để tiếp tục cải thiện hiệu quả của cấu hình hai khẩu pháo, bảy tàu ngầm được trang bị máy tính điều khiển hỏa lực Mark 6 "Baby Ford" với bộ ổn định để hiệu chỉnh độ nhấp nhô và chòng chành của con tàu. Chiếc đầu tiên được trang bị là USS Sea Cat, rồi tiếp nối bởi Flying Fish, Entemedor, Sea Dog, Sea Poacher, Sea Robin và Sennet. Tuy nhiên một số tái trang bị chỉ hoàn tất vào tháng 9 năm 1945, quá trễ để góp phần trong cuộc chiến.

## Tàu chiến trang bị pháo 5-inch/25-caliber
- USS Pensacola (CA-24)[8]
- USS Salt Lake City (CA-25)[8]
- USS Northampton (CA-26)[8]
- USS Chester (CA-27)[8]
- USS Louisville (CA-28)[8]
- USS Chicago (CA-29)[8]
- USS Houston (CA-30)[8]
- USS Augusta (CA-31)[8]
- USS New Orleans (CA-32)[8]
- USS Portland (CA-33)[8]
- USS Astoria (CA-34)[8]
- USS Indianapolis (CA-35)[8]
- USS Minneapolis (CA-36)[8]
- USS Tuscaloosa (CA-37)[8]
- USS San Francisco (CA-38)[8]
- USS Quincy (CA-39)[8]
- USS Brooklyn (CL-40)[8]
- USS Philadelphia (CL-41)[8]
- USS Savannah (CL-42)[8]
- USS Nashville (CL-43)[8]
- USS Vincennes (CA-44)[8]
- USS Phoenix (CL-46)[8]
- USS Boise (CL-47)[8]
- USS Honolulu (CL-48)[8]
- USS Lexington (CV-2)[9]
- USS Saratoga (CV-3)[9]
- USS Ranger (CV-4)[10]
- USS Nevada (BB-36)[11]
- USS Oklahoma (BB-37)[11]
- USS Pennsylvania (BB-38)[12]
- USS Arizona (BB-39)[12]
- USS New Mexico (BB-40)[13]
- USS Mississippi (BB-41)[13]
- USS Idaho (BB-42)[13]
- USS Tennessee (BB-43)[14]
- USS California (BB-44)[14]
- USS Colorado (BB-45)[15]
- USS Maryland (BB-46)[15]
- USS West Virginia (BB-48)[15]
- Lớp tàu ngầm Gato[4]
- Lớp tàu ngầm Balao[4]
- Lớp tàu ngầm Tench[4]